# Psittirostre psittacin
 (novembre 2024).
Si vous disposez d'ouvrages ou d'articles de référence ou si vous connaissez des sites web de qualité traitant du thème abordé ici, merci de compléter l'article en donnant les références utiles à sa vérifiabilité et en les liant à la section « Notes et références ».
Psittirostra psittacea
Genre
Espèce
Statut de conservation UICN

 CR  : 
En danger critique
Le Psittirostre psittacin (Psittirostra psittacea) (ʻŌʻū en anglais) est une espèce d'oiseaux de la famille des Fringillidae, et le seul représentant du genre Psittirostra.
Endémique des îles d'Hawaï, l'oiseau est répertorié par l'Union internationale pour la conservation de la nature comme étant en danger critique d'extinction, mais il n'y a pas d'enregistrements récents et il pourrait être éteint.

## Description
Le Psittirostre psittacin est un grand oiseau forestier dodu mesurant 17 centimètres de longueur. Les mâles ont la tête jaune vif, le dos vert foncé et le ventre vert olive. Les femelles sont plus ternes avec une tête vert olive. Le Psittirostre psittacin a un bec rose ressemblant à un pinson et des pattes roses.
Habitat
Le psittirostre psittacin fréquentait originellement tous types de forêts à n’importe quelle altitude sauf les zones alpines dénudées. Il est maintenant confiné à la forêt humide d’ohias Metrosideros polymorpha parsemée de formations de la pandanacée Freycinetia arborea (Pratt 2010) dont il est le principal pollinisateur (Ottaviani 2020).
Alimentation
Elle consiste essentiellement en fruits avec une préférence marquée pour Freycinetia arborea dont il consomme aussi les bractées et les inflorescences. Les autres fruits exploités sont ceux de Cheirodendron trigynum, Pipturus albidus, Ilex anomala, Clermontia sp., de plantes introduites Syzygium malaccense, Psidium guajava, avec un complément d’agrumes, de pêches et de bananes. Des chenilles sont également consommées selon les saisons (Pratt 2005, 2010). Pratt (in Conant et al. 1998) a aperçu un individu butinant apparemment du nectar d’ohia (Ottaviani 2020).

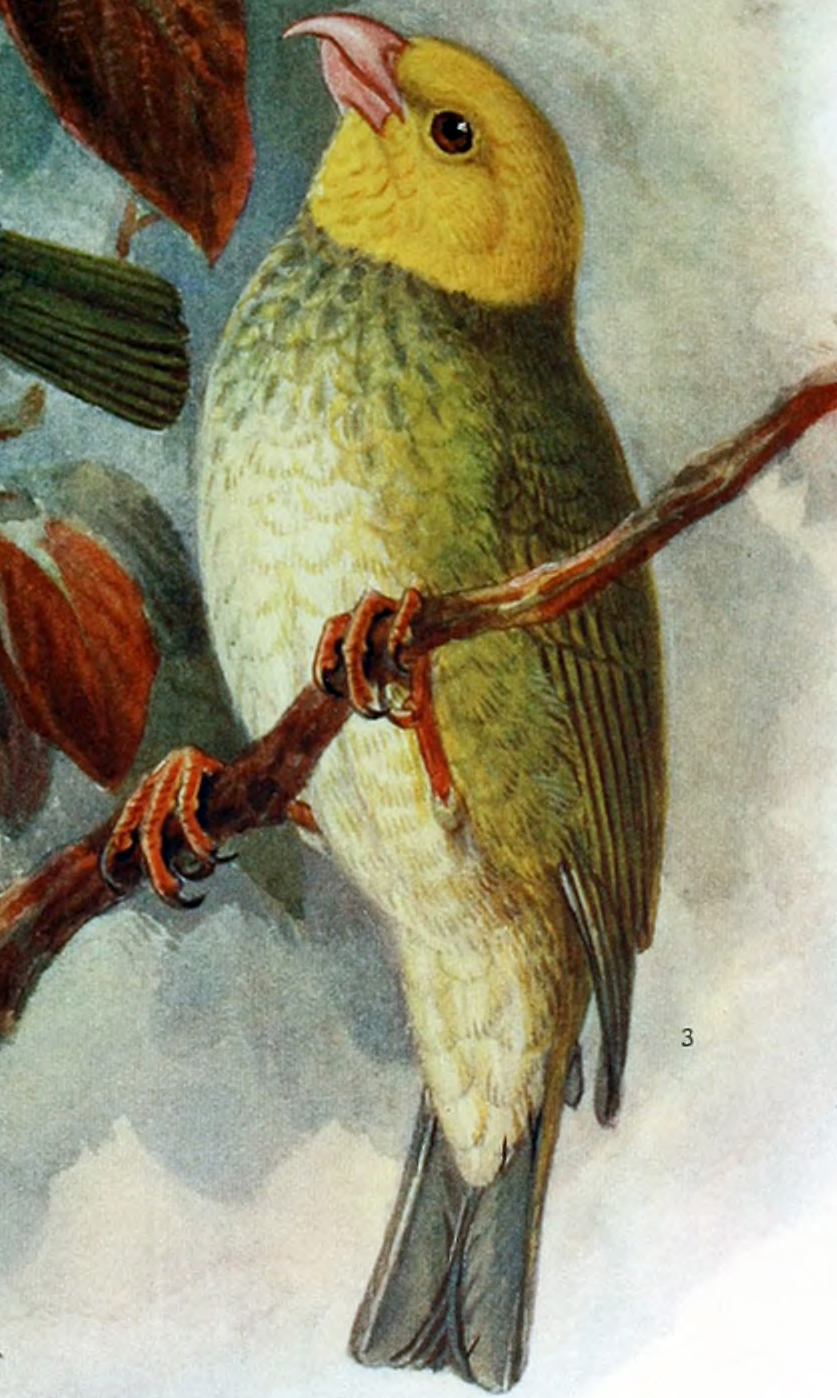
illustration de Keulemans

## Comportement
La biologie de reproduction de cet oiseau est inconnue, bien que des juvéniles aient été observés en juin, ce qui suggère une saison de reproduction de mars à mai. L'appel du Psittirostre psittacin est un sifflement ascendant ou descendant qui peut se transformer en un chant doux et distinct du canari.
Son bec unique est apparemment adapté pour se nourrir des fruits de la vigne ʻieʻie (Freycinetia arborea), bien qu'à la fin de la saison de fructification, le Psittirostre psittacin montait et descendait facilement la pente à la recherche d'autres aliments, indigènes et introduits. En plus des fruits, il se nourrit d'insectes, de bourgeons et de fleurs du ʻōhiʻa lehua (Metrosideros polymorpha). On savait qu'il s'agit d'un butineur nomade qui effectue des vols puissants pour suivre les cultures fruitières saisonnières disponibles sur un large gradient d'altitude.

## Statut

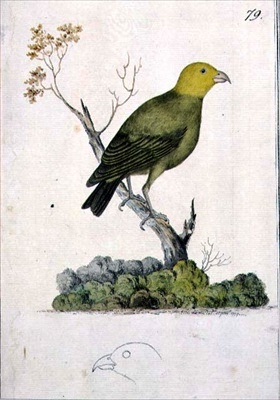
Illustration de William Ellis

Bien qu'il fût autrefois répandu sur les six plus grandes îles de ce groupe, ce drepanidinae a décliné précipitamment à partir du début du 20e siècle. La dernière observation enregistrée remonte à 1989 à Kauaʻi. Il est presque certainement éteint là-bas, mais des rapports non confirmés sont parfois reçus des zones situées au-dessus du volcan Kīlauea sur l'île d'Hawaï. En conséquence, il est maintenu en danger critique d'extinction par BirdLife International (et donc l'UICN) jusqu'à ce qu'il soit prouvé qu'il est éteint au-delà de tout doute raisonnable. La population la plus nombreuse et la plus sûre au-dessus de Waiakea a été chassée de son habitat en 1984 lorsque la région a été dévastée par une coulée de lave du Mauna Loa. Le Psittirostre psittacin était limité aux forêts de ʻōhiʻa lehua (Metrosideros polymorpha) de moyenne altitude de la Grande Île et de la réserve naturelle d'Alakaʻi sur Kauaʻi. Plus récemment, il est devenu limité à la forêt de ʻōhiʻa lehua.
Le Psittirostre psittacin est l'une des espèces les plus mobiles de drepanidinae. Bien qu'il ne soit pas très actif et généralement lent, il avait une endurance remarquable et en vol, il parcourait de grandes distances. C'est l'une des rares espèces endémiques d'Hawaï présentes sur toutes les îles principales en même temps et qui ne se sont pas différenciées en sous-espèces, ce qui suggère que les oiseaux se croisaient régulièrement entre les îles. En outre, il y avait un mouvement saisonnier considérable entre différentes altitudes en fonction de la disponibilité de la nourriture préférée de l'espèce, les bractées et les fruits de l'ʻieʻie (Freycinetia arborea). Ce fut probablement la perte de l'espèce, car elle est ainsi entrée en contact avec des moustiques transmettant le paludisme aviaire et la variole aviaire, qui sont exceptionnellement mortels pour la plupart des drepanidinae. D'autres menaces importantes pour cette espèce sont la perte d'habitat et les prédateurs introduits. Les espèces insulaires sont particulièrement vulnérables à une ou plusieurs de ces menaces en raison de leur faible nombre et de leur répartition géographique restreinte.

## Protection
Le Psittirostre psittacin a été inscrit sur la liste des espèces en voie de disparition en 1967 en vertu de la Loi sur les espèces en voie de disparition. Le plan de rétablissement des oiseaux forestiers de Kauaʻi a été publié en 1983 et le plan de rétablissement des oiseaux forestiers d'Hawaiʻi a été publié en 1984. Ces plans de rétablissement recommandent une gestion active des terres, contrôlant la propagation des plantes et des animaux introduits, surveillant de près les nouvelles activités ou le développement des terres pour éviter toute destruction supplémentaire de l'habitat des oiseaux forestiers, et la mise en place de programmes de reproduction en captivité et de banque de sperme. Le Psittirostre psittacin a été vu pour la dernière fois dans la région de ʻOlaʻa de la Grande Île. Aujourd'hui, cette zone est protégée par un groupe multipartite comprenant des entités étatiques, fédérales et privées.
Les mesures de conservation consistent à éradiquer les mammifères introduits, l’élimination des moustiques étant illusoire, et à préparer des pépinières afin de régénérer les zones dégradées dans les sites d’où émanent les dernières observations. Si, par chance, l’espèce est redécouverte, il est indispensable de re-dynamiser sa population par l’élevage de conservation et de protéger les nids (BirdLife International 2015). Des spécimens se trouvent dans les muséums de Philadelphie, Pittsburgh, San Francisco, Los Angeles, New York, Ann Arbor (Michigan), Berkeley, Cambridge (Massachusetts), Washington, Yale, Honolulu, Auckland, Ottawa, Cambridge (Angleterre), Liverpool, Francfort, Dresde, Leyde, Vienne, Tring et Paris (Ottaviani 2020).

## Systématique
Le nom scientifique complet (avec auteur) de ce taxon est Psittirostra psittacea (J.F.Gmelin, 1789).
L'espèce a été initialement classée dans le genre Loxia sous le protonyme Loxia psittacea Gmelin, 1789.
Ce taxon porte en français le nom vernaculaire ou normalisé suivant : Psittirostre psittacin.
Psittirostra psittacea a pour synonymes :
- Psittirostra osittacea (J.F.Gmelin, 1789)

En anglais, il a conservé le nom donné par les autochtones hawaïens : ʻŌʻū

## Littérature
Le Psittirostre psittacin apparait dans le tome 1 de la bande dessinée Le Zoo des Animaux Disparus sous son nom anglais.
- Ottaviani, M. (2020). Monographie des Fringilles - les drépanis des îles Hawaï (carduélinés, drépanini) - Histoire naturelle et photographies. Volume 4, 408 pages. Editions Prin, France.